# Begonia foxworthyi
Espèce
Begonia foxworthyi est une espèce de plantes de la famille des Begoniaceae. Ce bégonia est originaire de Malaisie. L'espèce fait partie de la section Jackia. Elle a été décrite en 1925 par Henry Nicholas Ridley (1855-1956), à la suite des travaux de Isaac Henry Burkill (1870-1965). L'épithète spécifique foxworthyi signifie « de Foxworthy » en hommage au botaniste britannique Frederick William Foxworthy qui a récolté des spécimens lors de ses expéditions en Malaisie.
En 2018, l'espèce a été assignée à une nouvelle section Jackia, au lieu de la section Reichenheimia.

## Répartition géographique
Cette espèce est originaire du pays suivant : Malaisie.

### Iconographie
- Spécimens d'herbier